# St. Valentin (Eichenbühl)

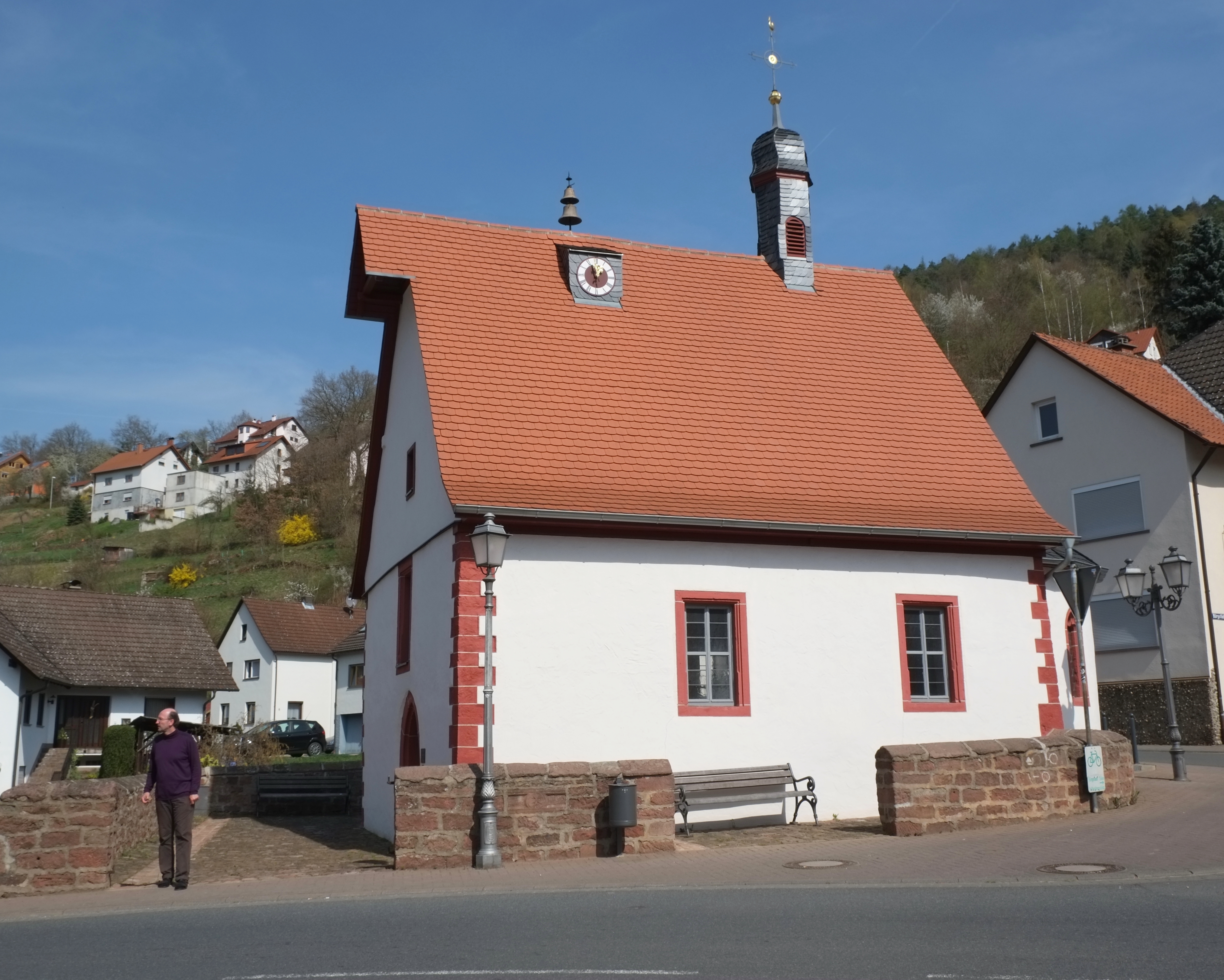
St. Valentin in Eichenbühl

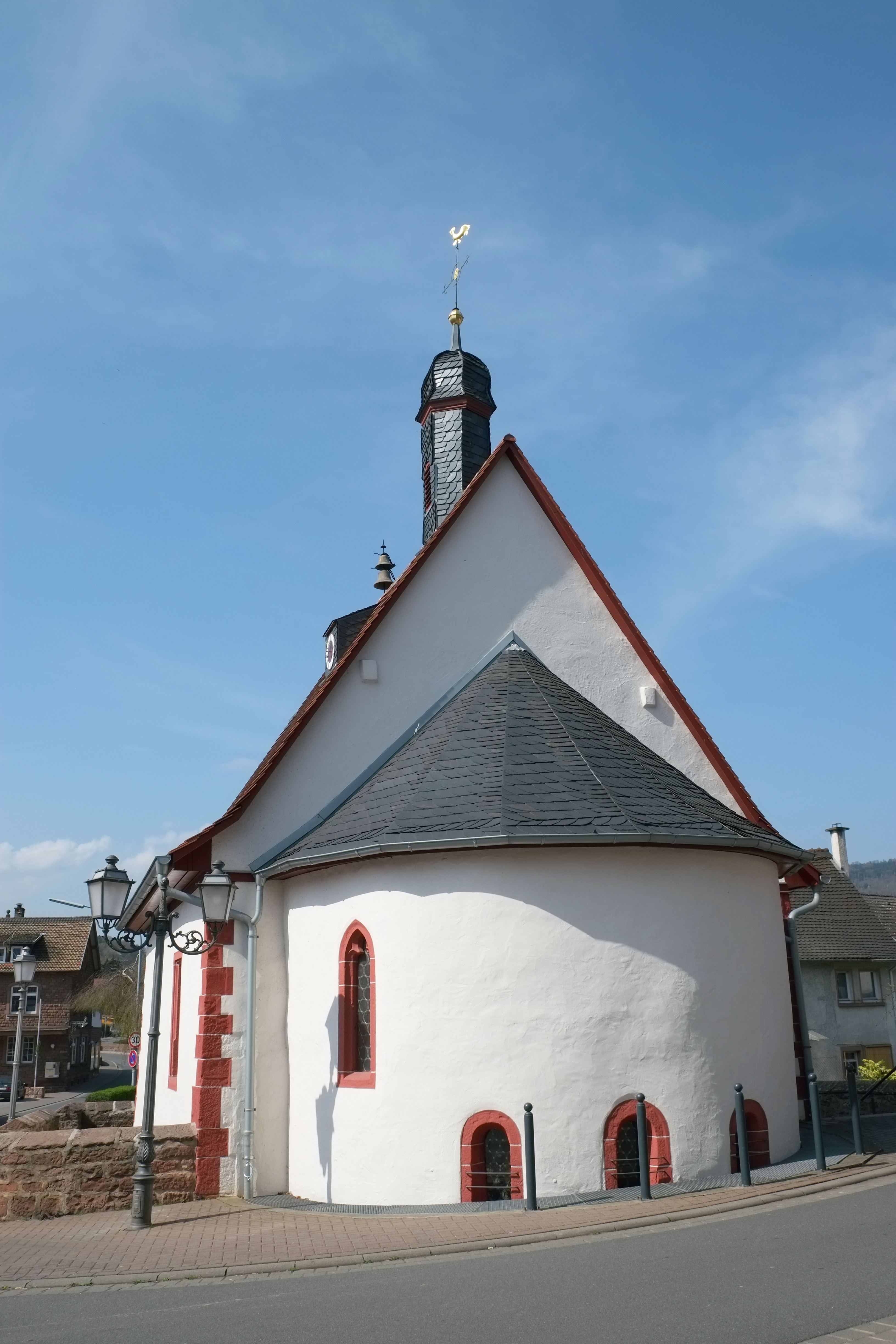
Apsis

Die katholische Kapelle St. Valentin in Eichenbühl, einer Gemeinde im unterfränkischen Landkreis Miltenberg in Bayern, wurde ursprünglich in der Mitte des 13. Jahrhunderts errichtet. Die Kapelle an der Hauptstraße 158 ist ein geschütztes Baudenkmal.

## Beschreibung
Der spätromanische Bau entstand um 1255. Im 14. Jahrhundert wurde er gotisch verändert. Die ehemalige Spitalkapelle ist ein kleiner Bau auf rechteckigem Grundriss mit eingezogener halbrunder Apsis. Der Putzbau mit Werksteinkanten und -rahmungen besitzt ein Satteldach mit kurzem Freigespärre in der Giebelspitze. Auf dem Dach befinden sich eine Schleppgaube mit Uhr und ein verschieferter Dachreiter mit Haubendach.
Von der Kirchenausstattung sind der um 1680 entstandene Altar und die Holzfigur des heiligen Valentin aus der zweiten Hälfte des 14. Jahrhunderts erwähnenswert.